# Bird (entreprise)
Pour les articles homonymes, voir Bird.
Bird est une société de micro-mobilité basée à Santa Monica, en Californie. Fondée en septembre 2017, Bird exploite une flotte de trottinettes électriques en libre-service dans plus de 100 villes d'Europe, du Moyen-Orient et d'Amérique du Nord, avec 10 millions de trajets au cours de sa première année d'exploitation.

## Histoire
Bird a été fondée en septembre 2017 par Travis VanderZanden, ancien dirigeant de Lyft et d'Uber. Il a eu sa série de financement série A en février 2018, recueillant 15 millions de dollars dirigés par Craft Ventures; ceci a été suivi par un tour de série B en mars pour 100 millions de dollars, menée par Index Ventures et Valor Equity Partners, et une ronde d’investissements en mai pour un montant de 150 millions de dollars de Sequoia Capital,, devenant la société la plus rapide à atteindre le milliard de dollars de valorisation. En juin 2018, Bird a recueilli 300  millions de dollars supplémentaires, valorisant l’entreprise à 2 milliards de dollars.
En septembre 2018, les trottinettes électriques de Bird ont atteint 10 millions de trajets.
En octobre 2018, Bird a annoncé la sortie de son véhicule Bird Zero. La Bird Zero a été conçue pour le covoiturage avec "plus de durée de vie de la batterie pour une autonomie plus grande, un meilleur éclairage pour une visibilité accrue et une durabilité accrue pour une durée de vie plus longue".
En novembre 2018, Bird a lancé Bird Platform, un programme basé sur son application mobile et ses véhicules Bird Zero, qui permet à des opérateurs indépendants d'utiliser l'infrastructure de Bird pour gérer leur propre flotte de trottinettes électriques partagés.
En janvier 2019, Axios a annoncé que Bird recueillait un nouveau financement de 300 millions de dollars dirigé par Fidelity. Bird n'a pas confirmé ce rapport.
Le 12 juin, 2019, Scoot Networks a été acquis pour une valeur non divulguée en tant que filiale  de Bird,,. L’acquisition permet à Bird d’exploiter des trottinettes électriques partagés à San Francisco.
En juillet 2019, Bird était valorisé à 2,5 milliards de dollars. En juillet 2019, la société levait des fonds de série D, dirigés par la société Sequoia Capital et la CDPQ. Ce financement visait à aider la société à devenir rentable et à poursuivre ses recherches et son développement. En octobre 2019, la société a clos avec succès un financement de la série D, levant 275 millions de dollars et atteignant une valeur de 2,8 milliards. Ce nouveau financement devait aider la société à moderniser son parc de véhicules en mettant l’accent sur un modèle Bird Two plus durable.
En décembre 2023, Bird s'est placée sous la protection du chapitre 11 de la loi sur les faillites aux États-Unis, mais pas en Europe ou Canada. L'entreprise prévoit de se restructurer et de vendre certains de ses actifs à certains de ses prêteurs actuels.

### En France
En juillet 2020, la mairie de Paris décide de ne garder que certains opérateurs de trottinettes dans la ville pour éviter les stationnements sauvages et les abus. Lime, Dott et Tier sont sélectionnés, entraînant la disparition des trottinettes Bird de la ville. Trois jours plus tard, la mairie de Lyon décide de deux opérateurs : Dott et Tier, ses concurrents Lime et Bird sont également contraints à quitter la ville.
Les trottinettes Bird on donc trouvé refuge dans la ville d’Agen, qui propose ce service depuis maintenant 2023.

## Utilisation

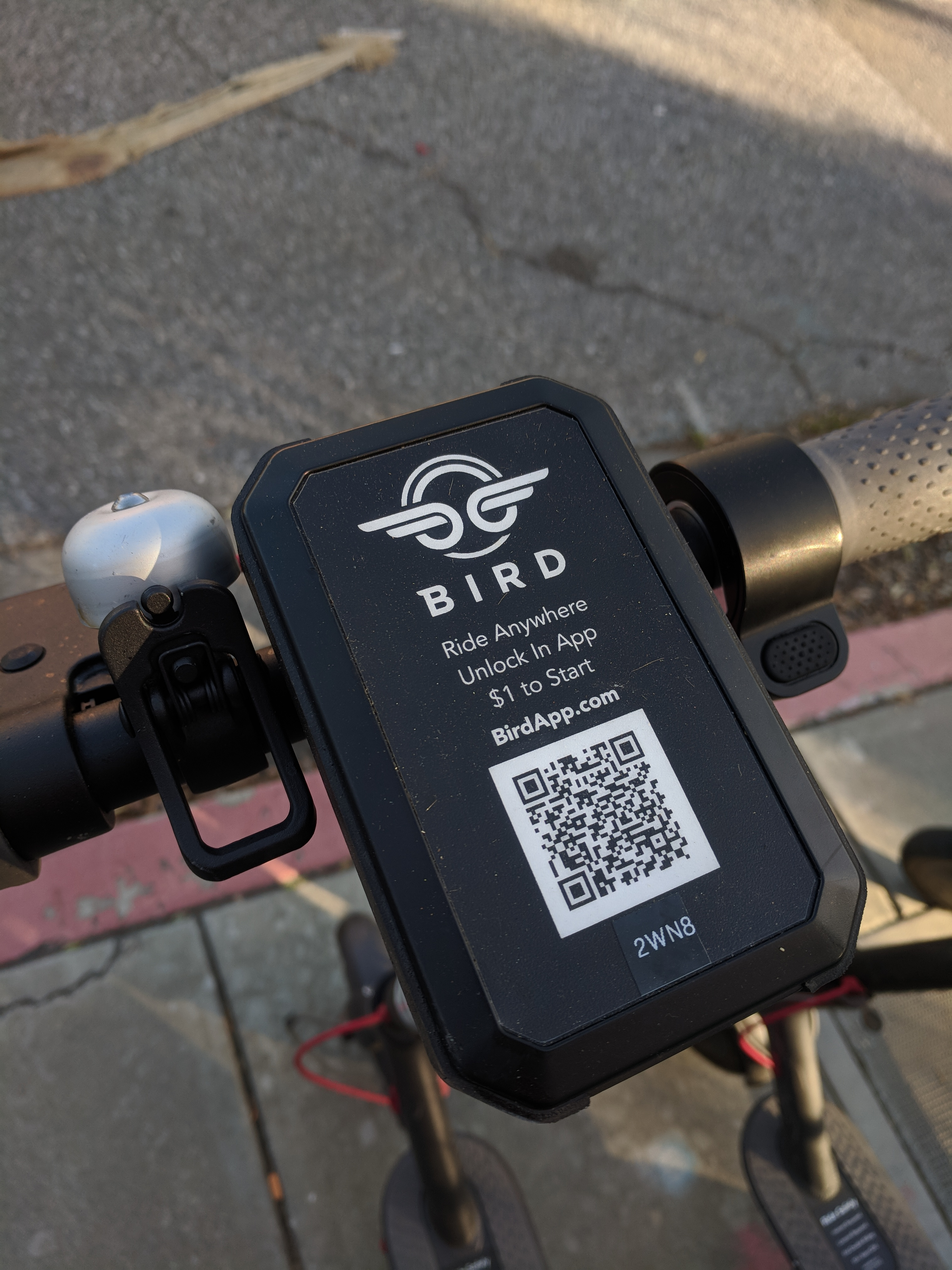
QR code sur une trottinette Bird

L'utilisateur installe l'application Bird sur laquelle sont affichés toutes les trottinettes disponibles (suivies par GPS) sur une carte. Avant d'entamer un trajet, l'utilisateur fournit ses informations de paiement. Il scanne ensuite le code QR sur la trottinette et celle-ci est instantanément déverrouillée. Pour terminer son trajet, l'utilisateur doit prendre une photo de la trottinette garé correctement. Le prix du trajet est immédiatement prélevé sur la carte de crédit de l'utilisateur. Si des problèmes surviennent lors du voyage (comme un véhicule défectueux), l'utilisateur peut le signaler via l'application.

### Zone d'opération et heures
Sur l'application de la firme, l'utilisateur peut voir la zone d'exploitation du service et également visionner un tutoriel sur l'utilisation de la trottinette. La conduite en dehors de la zone d'opération est tolérée, mais si l'utilisateur laisse la trottinette en dehors de la zone d'opération, des frais lui seront facturés. Les frais changent en fonction de l'emplacement. Sur la carte, il y a différentes zones rouges dans lesquelles il est interdit de se garer. Si l'utilisateur ne suit pas les règles de stationnement, il encourt une amende.
Bien que Bird n’ait pas d’heures de fonctionnement prédéfinies, la disponibilité des trotinettes pendant la nuit est considérablement réduite, car les la trottinettes doivent être rechargés toutes les nuits. Néanmoins, si un utilisateur trouve une trotinette à l'extérieur pendant la nuit, il peut toujours la déverrouiller. Bird fonctionne tous les jours de la semaine.

### Emplacements
Bird exploite ses trottinettes électriques dans 250 villes du monde entier. En France, les trottinettes sont notamment présentes à Orange et Bordeaux.

### Véhicules
Bird utilise des trottinettes électriques pour son service de location. L'entreprise s'est lancée avec une flotte composée de trois modèles : la Xiaomi M365, la Ninebot ES2 et la Ninebot ES4 toutes les trois produites par Segway-Ninebot.
Étant donné que les trottinettes susmentionnés sont un produit de grande consommation, ils s'usent rapidement et se cassent s'ils sont endommagés. En réponse, Bird a développé sa propre trotinette, plus robuste, le Bird Zero, lancé en octobre 2018. La Bird Zero est spécialement conçue pour le secteur de la location de trottinettes, avec une durée de vie plus longue. Le Zero est mieux optimisé pour le partage : autonomie étendue, suspension, pneus sans air, moteur plus puissant et carrosserie plus durable. En juillet 2019, les trottinettes Bird Zero représentaient plus de 75% du parc de l'entreprise.
En mai 2019, Bird a cessé d'acheter et de distribuer les deux modèles de Segway  et a lancé Bird One, la première trottinette Bird disponible à l'achat ainsi que pour un usage partagé. Les améliorations apportées à ce modèle incluent une durée de vie de la batterie plus longue (jusqu'à 30 km avec une seule charge), un système de freinage plus réactif et de meilleures caractéristiques d'éclairage et de stabilité.
En juin 2019, Bird a dévoilé le Bird Cruiser, un véhicule électrique mêlant vélo et vélomoteur. Il peut accueillir jusqu'à deux personnes et est conçu pour faire partie du parc de véhicules partagés de Bird.
En août 2019, Bird a lancé Bird Two Ce modèle inclut des améliorations de la durée de vie de la batterie, une capacité 50% supérieure à celle de Bird One, des capteurs de dégâts autodéclarés, des pneus offrant une traction supérieure et une résistance aux perforations, ainsi que des béquilles anti-basculement des deux côtés.

### Tarifs
En règle générale, dans les pays où l'euro ou le dollar est utilisé, le prix du déverrouillage du trottinettes est de 1 €, puis de 0,25 € par minute. Pour les pays ayant des devises différentes, le prix peut varier.
Différentes villes d'un même pays peuvent avoir des prix différents, en fonction de la législation locale et des tarifs appliqués par la société.

## Concurrence
Le principal concurrent de Bird est la société Lime. Néanmoins, beaucoup d'autres entreprises de partage de trottinettes électriques en libre-service ont été lancés dans le monde. En outre, Uber a dévoilé sa gamme de trottinettes en location nommée JUMP. Ils proposent également des vélos en location pour de courts trajets disposés dans les grandes agglomérations.

## Travail à la tâche

### Chargeurs
Les trottinettes de Bird sont rechargés par des micro-entrepreneurs, payés à la tâche par l'entreprise et appelés "Flyers". Ils doivent acheter des chargeurs auprès de Bird, puis chaque nuit collecter les trottinettes déchargées. Ce milieu est devenu très compétitif, les Flyers utilisant dans certaines villes des fourgonnettes ou des camions pour récolter un maximum de trottinettes. Les rémunérations sont très basses et ce modèle est contesté pour ses dérives : certains entrepreneurs se mettent en danger pour récolter le plus grand nombre de véhicules ou utilisent des groupes électrogènes pour les recharger dans les rues.

## Controverses

### Stationnement
Bird étant un système de partage de trottinettes électriques en libre-service, aucun stationnement n'est fourni par la société. Les trottinettes peuvent donc être laissés presque n'importe où. C'est pour cela que l'on peut retrouver des trottinettes garés sur un trottoir, sur une place de parking handicapé ou devant des entrées de garage. Bird encourage fortement à se garer de manière responsable sur le trottoir ou sur des supports à vélos mais de nombreuses dérives sont observées dans les grandes agglomérations. Les utilisateurs peuvent également signaler un ou plusieurs véhicules mal garés, leur emplacement est alors envoyé à des employés de Bird ou à des chargeurs indépendants.

### Tarifs
Bird et de nombreuses autres sociétés de partage de trottinettes électriques sont souvent critiquées pour leurs prix relativement élevés, en particulier par rapport aux transports publics. Les entreprises se défendent en disant que le coût d'achat, de charge et d'entretien des trottinettes est élevé. Cela ne tient pas compte non plus de la recherche et du développement pour rendre le service possible.

### Licenciement
Le 27 mars 2020, 406 salariés de l'entreprise sont convoqués en visioconférence sur la plateforme Zoom. Leur licenciement imminent est annoncé, sur le modèle employé par Uber, Lyft ou Lime à cause de la pandémie de COVID-19.